# Sarah K. Noble
Pour les articles homonymes, voir Noble (homonymie).
Sarah K. Noble (née en 1975) est une géologue, planétologue et scientifique au siège de la NASA à Washington, DC. Elle est spécialisée dans les processus d'érosion spatiale et fut la scientifique de programme pour les missions de la NASA LADEE et Psyché. 

## Biographie

### Études
Sarah Noble obtient en 1998 une licence de géologie avec distinction à l’Université du Minnesota, une maîtrise en sciences géologiques de l’Université Brown en 2000 et un doctorat en sciences géologiques de l'Université Brown en 2004.  En 1997, au cours de ses études de premier cycle, Noble fut sélectionnée comme stagiaire d’été au Lunar and Planetary Institute.   

### Carrière
Après obtention de sa thèse, Sarah Noble travaille comme membre du Congrès auprès du Comité des sciences, de l'espace et des technologies de la Chambre des représentants des États-Unis, puis obtient une position de chercheur en post-doctorat au sein de la NASA au Johnson Space Center de Houston, au Texas.  En 2008, elle débute un second post-doctorat au siège de la NASA et occupe ensuite un poste de chercheuse à l'Université de l'Alabama à Huntsville et au Marshall Space Flight Center, où elle travailla sur la cartographie et la modélisation lunaires et les problématiques d'érosion spatiale. 
De septembre 2010 à 2014, Noble travaille sur diverses activités de recherche et de programme au Goddard Space Flight Center et au siège de la NASA. En 2014, elle rejoint le siège de la NASA à plein temps. 
Elle fut la scientifique de programme pour la mission LADEE, fut scientifique de programme pour la mission Psyché et chargée de programme adjointe pour Mars 2020 de janvier 2014 à avril 2017. 
En plus de ses recherches scientifiques, Noble est peintre et une grande partie de son travail artistique est inspirée par l'exploration de l'espace et par les mondes extraterrestres.

## Prix et récompenses
Sarah K. Noble a reçu de nombreux prix et distinctions au cours de sa carrière, notamment deux bourses de recherche de la NASA: le NASA Graduate Student Researchers Program Fellowship et le NASA ROSES2010 Lunar Advanced Science and Exploration Research (LASER) fellowship.  
Elle fut membre du comité de la Geological Society of America et du conseil d'administration de l'Association for Women Geoscientists. 
Elle co-écrit de nombreux articles scientifiques sur les processus d'érosion spatiale et la surface lunaire,,. 
En août 2015, l'astéroïde principal 133432 Sarahnoble est nommé en son honneur. 